# Robert Debré

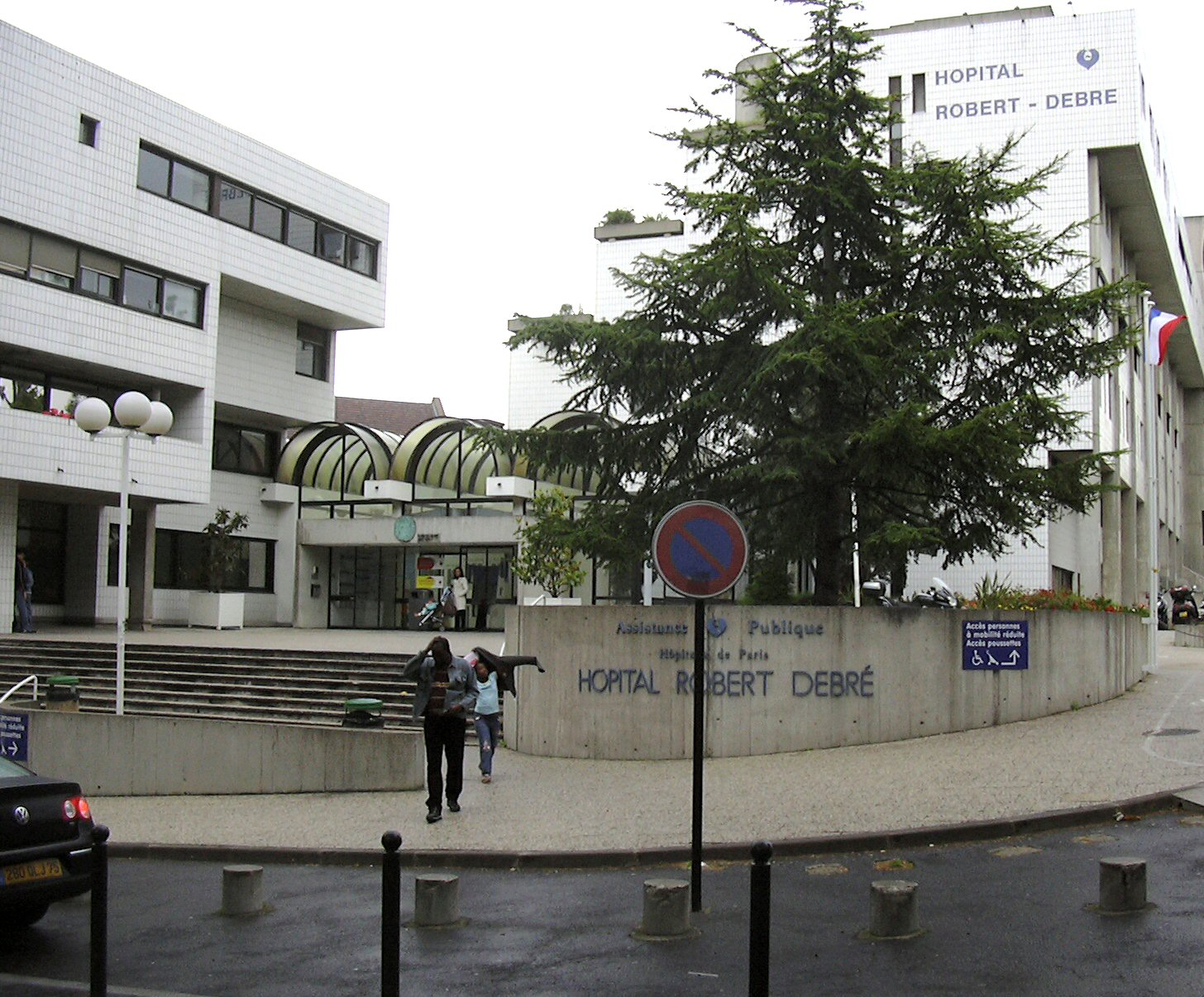
L’hôpital Robert-Debré in Paris

Robert Debré (* 7. Dezember 1882 in Sedan; † 1. Mai 1978 in Le Kremlin-Bicêtre) war ein französischer Kinderarzt.
Debré war der Sohn des Oberrabbiners von Colmar. Die Familie wanderte nach der Annexion des Elsass durch das Deutsche Reich nach Frankreich aus. Debré studierte zunächst Philosophie, dann Medizin in Paris (Abschluss 1906). Er promovierte über ein Meningitis-Serum für Kinder (eingeführt von Simon Flexner) und spezialisierte sich auf Pädiatrie insbesondere bei Kindern. Im Ersten Weltkrieg diente er als Armeearzt unter anderem in Verdun und leitete ab 1918 das Hygieneinstitut in Straßburg. Ab 1920 war er Krankenhausarzt. Vor dem Krieg war er wesentlich an Impfkampagnen für Kinder in Frankreich und dem Kampf gegen Kinder-Tuberkulose beteiligt, wobei er auch zum Fachmann für Bakteriologie und Immunologie wurde. 1940 wurde er Professor für Pädiatrie am Kinderhospital in Paris. 1943 musste er wegen seiner Verbindungen zur Résistance und als Jude untertauchen. Nach dem Krieg war er einer der Gründer von UNICEF. 1950 gründete er das International Childrens Centre, in dem Ärzte und Krankenschwestern aus Entwicklungsländern ausgebildet wurden. Ab 1958 reformierte er die französische Medizinerausbildung an Universitäten, unterstützt von seinem Sohn Michel Debré, der Premierminister unter De Gaulle war.
In Frankreich gilt er als der Gründer der Pädiatrie und der modernen Ausgestaltung der Universitätskliniken (CHU).
1946 veröffentlichte Robert Debré zusammen mit Paul Rohmer das Buch Traité de Pathologie infantile (2.500 Seiten in zwei Bänden).
1961 wurde er als Mitglied in die französische Akademie der Wissenschaften aufgenommen, 1972 wurde er in die American Academy of Arts and Sciences gewählt. 
Nach ihm benannt wurde die Erbkrankheit ARCL2 Typ Debré. Das Pariser Hôpital Robert-Debré trägt seit 1988 seinen Namen.

## Werke
- Paul Rohmer, Robert Debré: Traité de Pathologie infantile (1946, 2.500 Seiten in zwei Bänden)

## Familie
Bekannte Nachkommen und Familienmitglieder sind:
- Germain Debré (1890–1948), sein Bruder
- Michel Debré (1912–1996), sein Sohn
- Jean-Louis Debré (1944–2025), sein Enkel
- Laurent Schwartz (1915–2002), sein Neffe